# Сушміта Сен
Сушміта Сен (англ. Sushmita Sen, бенг. সুস্মিতা সেনসুস্মিতা সেন; нар. 19 листопада 1975 року) — індійська модель та кіноакторка Боллівуду. Переможниця конкурсу Міс Всесвіт 1994 року і перша індіанка, яка отримала цей титул. Лауреат кінематографічної премії Filmfare Award за найкращу жіночу роль другого плану 2000 року.

## Життєпис
Народилася 19 листопада 1975 року в Гайдерабаді, столиці штату Андхра-Прадеш у сім'ї офіцера військово-повітряних сил. Батько Шубір Сен — підполковник авіації у відставці, мати Субхра Сен — дизайнер ювелірних виробів. Рідна мова Сушміти — бенгальська. У родині називали дівчинку зменшувальним ім'ям Тіта або Суш. У неї є брат — Раджив Сен і сестра Нілам Сен, яка одружена з консулом Науманом Маліком.
Сушміта вчилася в школі Air Force Golden Jubilee Institute в Делі, вивчала англійську мову і планувала кар'єру журналіста. У 1994 році, у віці дев'ятнадцяти років, вона виграла на конкурсі «Міс Індія», перемігши Айшварію Рай, яка була фавориткою і, як очікувалося, повинна була отримати титул найкрасивішої дівчини Індії. Узявши участь у конкурсі і вигравши його, Сушміта вирушила на конкурс «Міс Всесвіт» і перша за всю історію Індії перемогла.
Повернувшись до Індії, Сушміта прийняла запрошення на зйомки в кіно і в 1999 році отримала Filmfare Award за найкращу жіночу роль другого плану. На даний момент акторка продовжує зніматися і виховує двох прийомних дочок. У 2000 році вона удочерила маленьку дівчинку і назвала її Рене (від французького Renaissance). Сушміта говорить про те, що після того, як вона удочерила Рене — сильно змінилася, стала більш приземленою, відповідальною, «взагалі кажучи, діти додають важку частку відповідальності». У 2010 році Сушміта Сен удочерила другу дівчинку, яку назвала Аліса (Alisah).

### Особисте життя
Кілька років, починаючи з 1996 року, зустрічалася з відомим кінорежисером Вікрамом Бхаттом і послужила причиною його розлучення з дружиною.

## Премії
IIFA Awards
- 2000 — Найкраща акторка другого плану — «Дружина номер один»[7]

Filmfare Awards
- 2000 — Найкраща акторка другого плану — «Дружина номер один»

Star Screen Awards
- 2000 — Найкраща акторка другого плану — «Дружина номер один»

Zee Cine Awards
- 2000 — Найкраща акторка другого плану — «Дружина номер один»
- 2003 — Найкраща акторка другого плану — Filhaal

- Miss Globe International
- Miss Asia Pacific World
- Miss Universe

У 2011 році Парул Дуггал (Parul Duggal) стала віце-міс на Miss Globe International. Танві Сінглу (Tanvi Singla) стала четвертою на Miss Asia Pacific World. Що ж стосується Miss Universe 2011, то Васукі Сункаваллі, яка представляла Індію на цьому конкурсі — не вийшла навіть у півфінал, на жаль.
Проте 2012 рік розпочався для Індії і «I AM She» з перемоги на конкурсі Miss Asia Pacific World, дівчина з набору 2011 «I AM She» Himangini Singh Yadu стала переможницею. Останній конкурс пройшов у 2012 році, після чого Сушміта Сен оголосила про його закриття.